# Anne Morgan
Anne Morgan, Baronessa Hunsdon (Arkestone, 1529 – 19 gennaio 1607) è stata una nobildonna inglese, cugina acquisita e dama di compagnia di Elisabetta I d'Inghilterra.

## Biografia
Anne Morgan nacque ad Arkestone, nell'Herefordshire, figlia di Sir Thomas Morgan ed Anne Elizabeth Whitney. Nel 1545 sposò Henry Carey, figlio di William Carey e Maria Bolena, nonché nipote di Anna Bolena; dato che Maria era stata amante di Enrico VIII, si sospettava che Henry fosse il figlio illegittimo del re d'Inghilterra. 
Divenuta baronessa nel 1559, fu scelta come dama di compagnia di Elisabetta I d'Inghilterra, di cui era divenuta cugina acquisita dopo il matrimonio. Nel 1595 fu nominata keeper di Somerset House e mantenne la carica per il resto della vita. Dopo la morte del marito nel 1596, Anne Morgan si trovò in difficoltà finanziare a causa dei debiti del marito. Elisabetta pagò per il funerale di Henry e donò quattrocento sterline alla baronessa, concedendole anche una pensione annuale di duecento sterline dall'Exchequer.
Morì nel 1607 e fu sepolta nell'Abbazia di Westminster.

## Discendenza
Il 21 maggio 1545, Anne Morgan sposò Henry Carey, I barone Hunsdon, figlio di William Carey  e Maria Bolena, nonché presunto figlio illegittimo di Enrico VIII d'Inghilterra. Ebbero tredici figli:
- George Carey, II barone Hunsdon (1547 - 8 settembre 1603). Sposò Elizabeth Spencer, con discendenza.
- Catherine Carey (1550 ca. - 25 febbraio 1603), sposò Charles Howard, I conte di Nottingham, con discendenza.
- Michael Carey (1550 - 1581).
- John Carey, III barone Hunsdon (1551 - aprile 1617). Sposò Mary Hyde, con discendenza.
- William Carey (1552 - 1552).
- William Carey (1 luglio 1553 - 1593).
- Thomas Carey (1555 - 1556).
- Thomas Carey (11 ottobre 1556 - dopo il 1587).
- Edmund Carey (1558 - 1637), si sposò tre volte, con Mary Crocker, Elizabeth Neville e Judith Humphrey, con discendenza.
- Robert Carey, I conte di Monmouth (1560 - 12 aprile 1639), sposò Elizabeth Trevannion, con discendenza.
- Henry Carey (? - 1599), deputato per Berwick e Buckingham.
- Philadelphia Carey (dicembre 1563 - 1629), sposò Thomas Scrope, X barone Scrope, con discendenza.
- Margaret Carey (30 novembre 1564 - 30 novembre 1605), sposò Edward Hoby, senza discendenza.